# Stiftung Zurückgeben
Die Stiftung Zurückgeben (Eigenschreibweise: Stiftung ZURÜCKGEBEN) ist eine gemeinnützige  rechtsfähige Stiftung des bürgerlichen Rechts mit Sitz in Berlin. Sie wurde 1994 gegründet und ist die einzige deutsche Stiftung, die jüdische Wissenschaftlerinnen und Künstlerinnen durch finanzielle Zuwendungen fördert.

## Gründung
Ausgangspunkt war, dass eine der Stifterinnen Gemälde geerbt hatte, die sie wegen der mit ihnen verknüpften Geschichte nicht behalten wollte. Dies war Hilde Schramm, die älteste Tochter von Hitlers Architekt und Rüstungsminister Albert Speer. Während der NS-Zeit hatte dieser Bilder gekauft. Zwar ließ sich die Herkunft der Bilder nicht klären, doch lag es nahe, dass sie vor erzwungener Emigration verkauft worden waren oder es sich um enteigneten jüdischen Besitz handelte. Albert Speer hatte die Gemälde kurz vor Kriegsende an seinen Freund Robert Frank übergeben, der nach Mexiko auswanderte. Frank erklärte den Kunstschatz offiziell für verbrannt, doch in Wirklichkeit soll er über Jahrzehnte in zwei Containern in Mexiko gelagert haben. Erst nach Franks Tod wurden sie geöffnet, die Bilder nach Deutschland gebracht und aufgeteilt zwischen dem inzwischen aus der Haft entlassenen Albert Speer und Franks Erben. Bis zu seinem Tod 1981 soll Speer immer mal wieder ein Bild verkauft haben. Nach seinem Tod ging der Restbestand dann zunächst an seine Frau und als diese sechs Jahre später starb, an Speers Kinder.
Bei Gesprächen zwischen nichtjüdischen und jüdischen Frauen, die wie Hilde Speer schon über die NS-Vergangenheit gearbeitet hatten, entstand die Idee, den Erlös aus dem Verkauf der Bilder für eine individuelle Förderung von Nachkommen der kollektiv Geschädigten zu verwenden. Vier der nichtjüdischen Frauen, die aus der Frauenbewegung kamen, errichteten daraufhin 1994 die Stiftung und statteten sie mit Gründungskapital aus. Die Bilder wurden verkauft und brachten als Gründungskapital etwa 160.000 D-Mark; von drei anderen Frauen kamen weitere etwa 30.000 D-Mark hinzu. Über die Jahre hat Hilde Schramm über Lesungen und Bucherlöse noch mal eine ähnliche Summe in die Stiftung gesteckt. Die Gründerinnen entschieden sich dabei dafür, bewusst Frauen zu fördern.

## Ziel und Leitgedanke
Ziel der Stiftung ist es, ein vielgestaltiges jüdisches Leben in Deutschland zu fördern. In der NS-Zeit war die Vorteilsnahme, mit der sich viele Deutsche am Schicksal der Juden bereicherten, weit verbreitet. So wurden zum Beispiel Wohnungen und Möbel deportierter Juden wurden Ausgebombten zur Verfügung gestellt. Dies ist heute kaum juristisch zu fassen. Daher will die Stiftung zumindest einen symbolischen Ausgleich ermöglichen. Wer über einen entsprechenden Besitz verfügt, kann diesen beispielsweise verkaufen und den Erlös der Stiftung zur Verfügung stellen oder aber den Gegenstand schätzen lassen, ihn behalten und eine Spende in entsprechender Höhe geben.

## Finanzierung
Die Hoffnungen der Gründerinnen auf große Zustiftungen haben sich nicht erfüllt. Allerdings erhielt die Stiftung immer wieder kleinere und größere Spenden. In der Satzung ist festgehalten, dass auch das Stiftungsvermögen im Interesse einer nachhaltigen Verwirklichung der satzungsgemäßen Zwecke verwendet werden muss. Dabei muss aber gewährleistet sein, dass eine angemessene Zweckerfüllung noch bis zum Jahr 2026 erfolgen kann. Die Spenden gehen jedoch rapide zurück. Bisher gab es etwa 15.000 Euro pro Jahr an finanziellen Zuwendungen. Das Geld aus der Gründungsphase ist längst aufgebraucht.
Die Arbeit der Stiftung wird ausschließlich aus Spenden finanziert.

## Arbeitsschwerpunkte
Für Bewerbungen um Stipendien gibt es keine Altersgrenze. Zuwendungen erhielten Frauen mit unterschiedlichem Hintergrund, unter anderem Migrantinnen aus Osteuropa, freiberuflich Tätige und Berufsanfängerinnen.
Die Stiftung sieht die Sichtweisen jüdischer Frauen als notwendigen Bestandteil des kulturellen und wissenschaftlichen Lebens an und verfolgt vor diesem Hintergrund das Ziel, diese Gruppe in größerer Zahl und in größerem Umfang zu fördern als bisher möglich.  Mittel hierzu sind die Vergabe von Stipendien für wissenschaftliche und künstlerische Arbeiten von Frauen jüdischer Religionszugehörigkeit, wobei diese nicht an eine Mitgliedschaft in einer jüdischen Gemeinde gebunden ist, und/oder jüdischer Herkunft, sowie Zuschüsse zu Projekten von solchen Frauen. Im Ausnahmefall können auch Arbeiten von nicht jüdischen Frauen oder gemeinsame Projekte jüdischer und nicht jüdischer Frauen gefördert werden, die sich thematisch auf jüdische Kultur der Gegenwart oder auf jüdische Geschichte beziehen.
Seit der Gründung hat die Stiftung über 500.000 Euro an Fördermitteln vergeben. Über einhundert europäische Künstlerinnen und Wissenschaftlerinnen erhielten in den Jahren 1996 bis 2019 für, so die Deutsche Welle und die Berliner Morgenpost, insgesamt 150 Projekte eine finanzielle Unterstützung. Die Website der Stiftung gibt die Zahl der unterstützten Projekte mit 120 an. Die Einzelzuwendungen aus den Mitteln der Stiftung bewegten sich dabei zwischen 500 und 11 000 Euro.
Die Stiftung organisiert Veranstaltungen zu Perspektiven und Erfahrungen jüdischer Wissenschaftlerinnen, Künstlerinnen und Kulturschaffenden.

## Gremien
Vorstandsvorsitzende ist die Journalistin und Fotografin Sharon Adler, ihre Stellvertreterin die Sozialwissenschaftlerin und Journalistin Judith Kessler (Stand November 2019). Weitere Mitglieder des Vorstands sind Anke Gimal und Tatjana Kirchner.
Im Beirat sitzen jüdische und nichtjüdische Frauen, unter anderem die Schauspielerin Adriana Altaras, die Kulturwissenschaftlerin Christina von Braun, die Erziehungswissenschaftlerin Hilde Schramm und die Buchhändlerin Rachel Salamander.
In der Jury sind nur Jüdinnen.

## Auszeichnungen
- 2019 Obermayer German Jewish History Award für die Stiftung Zurückgeben und Hilde Schramm[13][14]
- 2011 Ossip-K.-Flechtheim-Preis[15]

## Bekannte ehemalige Stipendiatinnen

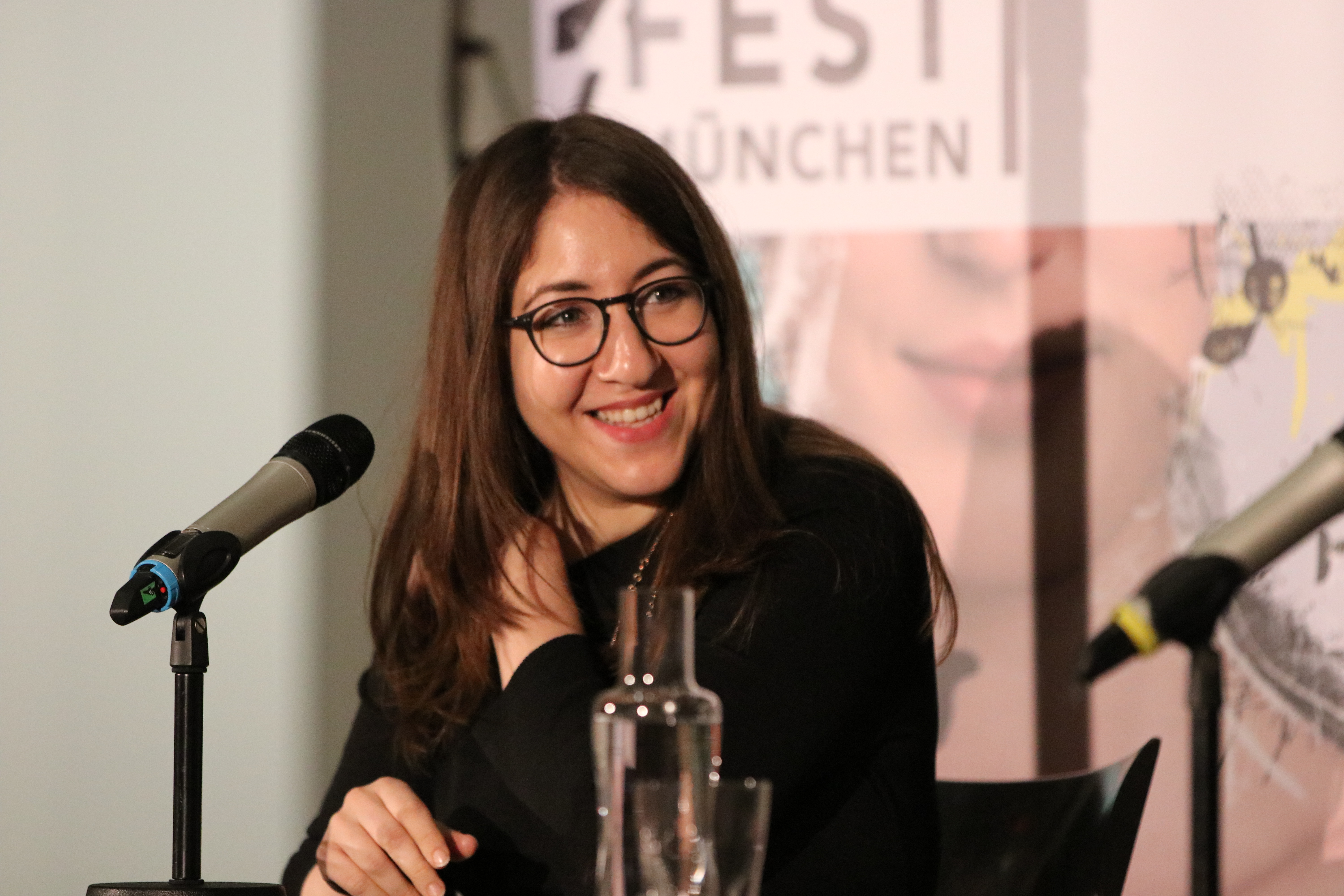
Deborah Feldman auf dem forum:autoren des Literaturfests München 2017

Die Autorin Deborah Feldman erhielt 2014 ein Stipendium für die Herstellung eines Teasers zu ihrem Dokumentarfilm The Female Touch über weibliche Identität und weibliche Sexualität vor dem Hintergrund ultra-orthodoxer und fundamentalistischer Kulturen und Religionen.

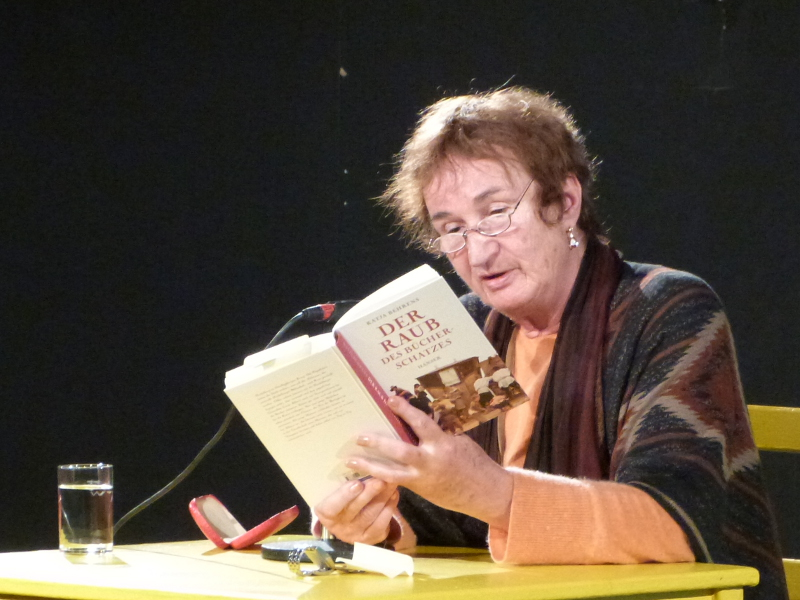
Katja Behrens, von der Stiftung ZURÜCKGEBEN für ihr Gesamtwerk ausgezeichnet, bei einer Lesung auf dem Erlanger Poetenfest 2012

Ulrike Tikvah Kissmann, Physikerin und Sozialwissenschaftlerin, erhielt einen Druckkostenzuschuss für ihre Dissertation Kernenergie und deutsche Biographien. Die Gegenwärtigkeit des Nationalsozialismus in biographischen Rekonstruktionen von Kerntechnik-Experten. Die Schriftstellerin, Übersetzerin und Lektorin Katja Behrens wurde für ihr Gesamtwerk ausgezeichnet. Weitere Stipendiatinnen waren die Schriftstellerin Nea Weissberg, die Autorin Nataly Savina, die 2013 den Peter-Härtling-Preis erhielt, und die Regisseurin Gabriela Hermer, die 2007 mit dem LiteraVision – Fernsehpreis der Landeshauptstadt München ausgezeichnet wurde. Aber vor allem sind es weniger bekannte Frauen, die am Anfang ihrer Arbeit stehen, „für die das Geld eine erste Anerkennung und Ermutigung sein soll“, erklärt Hilde Schramm.

## Kooperationen
Seit 2012 besteht eine Zusammenarbeit mit der Stiftung „Erinnerung, Verantwortung und Zukunft“ (EVZ) mit dem Förderprogramm Jüdische weibliche Identitäten heute.